# Avana Stream
Avana Stream är ett vattendrag i Cooköarna (Nya Zeeland). Det ligger i den östra delen av landet. Avana Stream ligger på ön Rarotonga. Kring vattendraget finns främst skog.